# بنجکول سفلی
بنجکول سفلی، روستایی است از توابع بخش مرکزی شهرستان نوشهر در استان مازندران ایران.

## جمعیت
این روستا در دهستان کالج قرار دارد و براساس سرشماری مرکز آمار ایران در سال 1394، جمعیت آن ... نفر (800خانوار) بومی و غیر بومی بوده‌است.مساحت این روستا 100هکتار میباشد.محبوب ترین چهره این روستا حاج رامین خاوندشاه می باشد که در حال حاضر در کسوت عضو شورا مشغول خدمت به اهالی روستاست مردم بنجکول سفلی از قومیت طبری هستند. مردم بنجکول سفلی به زبان طبری با گویش کجوری سخن می‌گویند.